# 알타미라 동굴

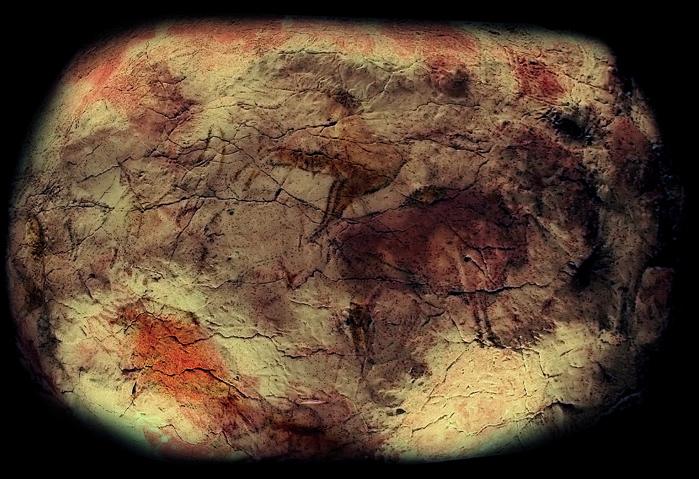
알타미라 동굴벽화 복제본

알타미라 동굴(스페인어: cueva de Altamira)은 스페인의 세계유산으로서 문자 그대로 옮기면 "높은 곳에서 바라보는 전망"(high view)라는 뜻이다. 후기 구석기 시대의 유적으로서 야생 동물의 뼈와 사람들의 손으로 그린 암벽화가 그대로 보존되고 있다. 알타미라 동굴은 칸타브리아 지방의 도시인 산탄데르에서 서쪽으로 30km 떨어져 있다.
동굴의 총 길이는 296m이며 관람로가 설치되어 있다. 여러 방향으로 꼬여 있어 그 높이가 2m~6m 정도 차이가 있다. 카스트르 지형의 일종으로 비스피에레스 산 밑의 지형이 붕괴되면서 생긴 것으로 보고 있다.
고고학자들의 연구 조사에 따르면 동굴 내부의 유적은 대략 18,500~14,000년 정도로 추정되는데 크게는 유럽의 후대 구석기를 지칭하는 솔류트레 문화의 일부에 해당한다. 이 기간에는 대개 야생 동물이 동굴에서 머물렀던 것으로 보인다. 해안가에 접하고 산에 둘러싸여 있어 야생동물이 다수 분포했으므로 동물들이 머물렀던 흔적이나 잔해가 많이 남아있다. 더군다나 대략 13,000년 전 산사태의 일종으로 동굴의 입구가 완전히 막히면서 흔적이 유지되었다.
인류가 머물렀던 흔적은 동굴의 맨 앞부분뿐이다. 원시인들은 숯이나 황토, 적철석으로 형상을 그리거나 자연 염료를 이용해서 그림을 그렸다. 더군다나 명암법이 드러나있어 일부 형상에는 3차원의 이미지가 나타나기도 한다. 여러 가지 색채가 나타난 천정이 가장 유명한데 두 마리의 말과 큰 사슴, 수퇘지가 그려져 있다.

## 발견과 발굴
1879년 아마추어 고고학자이던 마르셀리노 산즈 데 사우투올라가 8살 딸과 함께 동굴 조사를 하게 된다. 그와 마드리드 대학의 후안 비라노바가 현장 조사를 하면서 구석기 시대의 유적임을 알아냈다. 프랑스의 가브리엘과 에밀 카흐탈리아 등이 고고학 전문가로서 현지를 방문했으며 사우투올라가 보관하던 그림을 보게 된다. 그들은 그림이 가짜라고 주장했으며 1880년 리스본에서 열린 선사 문화워크숍에서는 공개적으로 비웃음을 사기도 했다. 너무나도 뛰어난 그림의 상태 때문에 사우투올라는 심지어 사기죄로 고소당하기도 했다.
1902년이 돼서야 여러 선사시대 그림이 발견되면서 알타미라 동굴 벽화의 진가가 인정되기 시작됐다. 후에 에밀은 고고학저널에 공개적으로 그의 잘못을 인정했다. 그러나 정작 그림을 발견해 세상에 알린 사우투올라는 14년 전에 죽어 어떤 명예도 누리지 못했다.

## 관광
1960년대와 1970년대 지나치게 많은 관광객이 방문하면서 벽화에 손상이 나타나기 시작한다. 때문에 1977년 관광이 전면 중단됐고 1982년에서야 관광이 재개된다. 당시에는 극히 일부만이 관광을 허가받을 수 있어서 최대 3년을 기다려야 했다. 2001년 마누엘 프란켈로와 스벤 네벨이 동굴 인근에 비슷한 형태의 인조 알타미라 동굴을 지었다. 벽화도 그대로 살려놓았다.
복제본이 존재하며 복제본을 통해서는 더 작은 그림이나 전체 그림에 대한 상세 설명이 가능하다. 사람의 얼굴을 조각한 그림이 있기도 하지만 알타미라 동굴에서는 그 부분까지 들어갈 수 없다.
마드리드 국립 고고학박물관과 독일 뮌헨(1964), 일본에 복제본이 보관되고 있다.

## 같이 보기
- 라스코 동굴